# Gefle IF
El Gefle Idrottsförening, también conocido como Gefle IF, es un equipo de fútbol de Suecia que juega en la Division 1 Norra, la liga de fútbol de tercera división del país.

## Historia
Fue fundado en 1882 como Gefle SK en la ciudad de Gävle. 
Entre 1979 y 1981, el Gefle IF se fusionó con el Brynäs IF, formando el Gefle IF/Brynäs.

## Palmarés

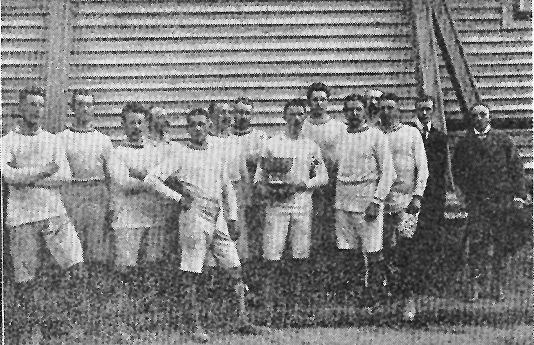
El Gefle IF de 1902 con Robert Carrick levantando la Rosenska Pokalen.

- Superettan: 0
  - Subcampeonatos (1):

2004
- Division 1 Norra: 1

2022
- - Subcampeonatos (1):

1995
- Copa de Suecia: 0
  - Subcampeonatos (1):

2006
- Rosenska Pokalen: 3

1899, 1900, 1902

## Participación en competiciones de la UEFA
| Temporada | Torneo             | Ronda            | Club              | Casa | Visita | Global |
| --------- | ------------------ | ---------------- | ----------------- | ---- | ------ | ------ |
| 2006–07   | UEFA Cup           | Clasificatoria 1 | Llanelli          | 1–2  | 0–0    | 1–2    |
| 2010–11   | UEFA Europa League | Clasificatoria 1 | NSÍ               | 2–1  | 2–0    | 4–1    |
| 2010–11   | UEFA Europa League | Clasificatoria 2 | FC Dinamo Tbilisi | 1–2  | 1–2    | 2–4    |
| 2013–14   | UEFA Europa League | Clasificatoria 1 | JK Narva Trans    | 5–1  | 3–0    | 8–1    |
| 2013–14   | UEFA Europa League | Clasificatoria 2 | Anorthosis        | 4–0  | 0–3    | 4–3    |
| 2013–14   | UEFA Europa League | Clasificatoria 3 | FK Qarabağ        | 0–2  | 0–1    | 0–3    |

## Jugadores

### Jugadores destacados

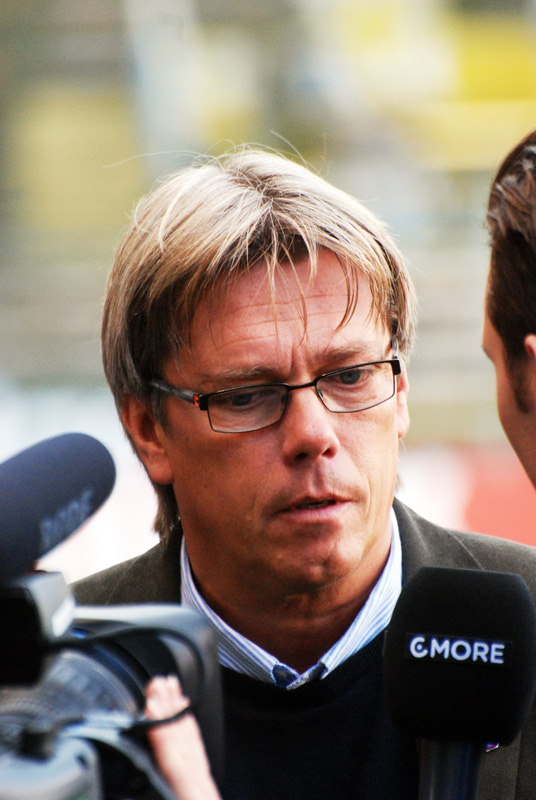
Per Olsson dirige al Gefle IF desde el 2005.

| - Andreas Dahlén - Johannes Ericsson - Thomas Hedlund - Amadou Jawo | - Tore Lennartsson - Benny Mattsson - Johan Oremo - Anders Wikström | - Mathias Woxlin - Daniel Ytterbom - Kristen Viikmäe - Yannick Bapupa |

## Entrenadores
- Bosse Andersson
- Björn Bolling
- Sven Klang
- Erik Nilsson
- Lennart Söderberg (1972–74)
- Stefan Lundin (1982–83)
- Lennart Söderberg (1987–88)
- Stefan Lundin (1992–96)
- Per Olsson (1996–02)
- Kenneth Rosén (2003–04)
- Per Olsson (2005–)